# Nymphoides furculifolia
Nymphoides furculifolia är en vattenklöverväxtart som beskrevs av Raymond Louis Specht. Nymphoides furculifolia ingår i släktet sjögullssläktet, och familjen vattenklöverväxter. Inga underarter finns listade i Catalogue of Life.